# Trilochana oberthueri
Trilochana oberthueri is een vlinder uit de familie wespvlinders (Sesiidae), onderfamilie Sesiinae.
Trilochana oberthueri is voor het eerst wetenschappelijk beschreven door Le Cerf in 1917. De soort komt voor in het Oriëntaals gebied.